# Frank Arnesen
Frank Arnesen (ur. 30 września 1956 w Kopenhadze) – duński piłkarz, grający na pozycji pomocnika.
Grał 52 razy dla duńskiej reprezentacji i strzelił dla niej 14 bramek. Razem ze swoją reprezentacją uczestniczył w mistrzostwach Europy we Francji w 1984 i w mistrzostwach świata w Meksyku w 1986. W roku 1988 wygrał z PSV Eindhoven Puchar Mistrzów.
Po zakończeniu kariery zawodniczej pracował dla PSV jako łowca talentów. Jego odkryciami są między innymi Ronaldo, Ruud van Nistelrooy i Arjen Robben. Potem był managerem Tottenhamu, a obecnie jest łowcą talentów w Chelsea F.C. 12 lipca 2009 roku dodatkowo został dyrektorem sportowym londyńskiego klubu.